# Pierre Dervaux
Pierre Jean Émile Dervaux (* 3. Januar 1917 in Juvisy-sur-Orge; † 20. Februar 1992 in Marseille) war ein französischer Dirigent, Komponist und Musikpädagoge.

## Leben

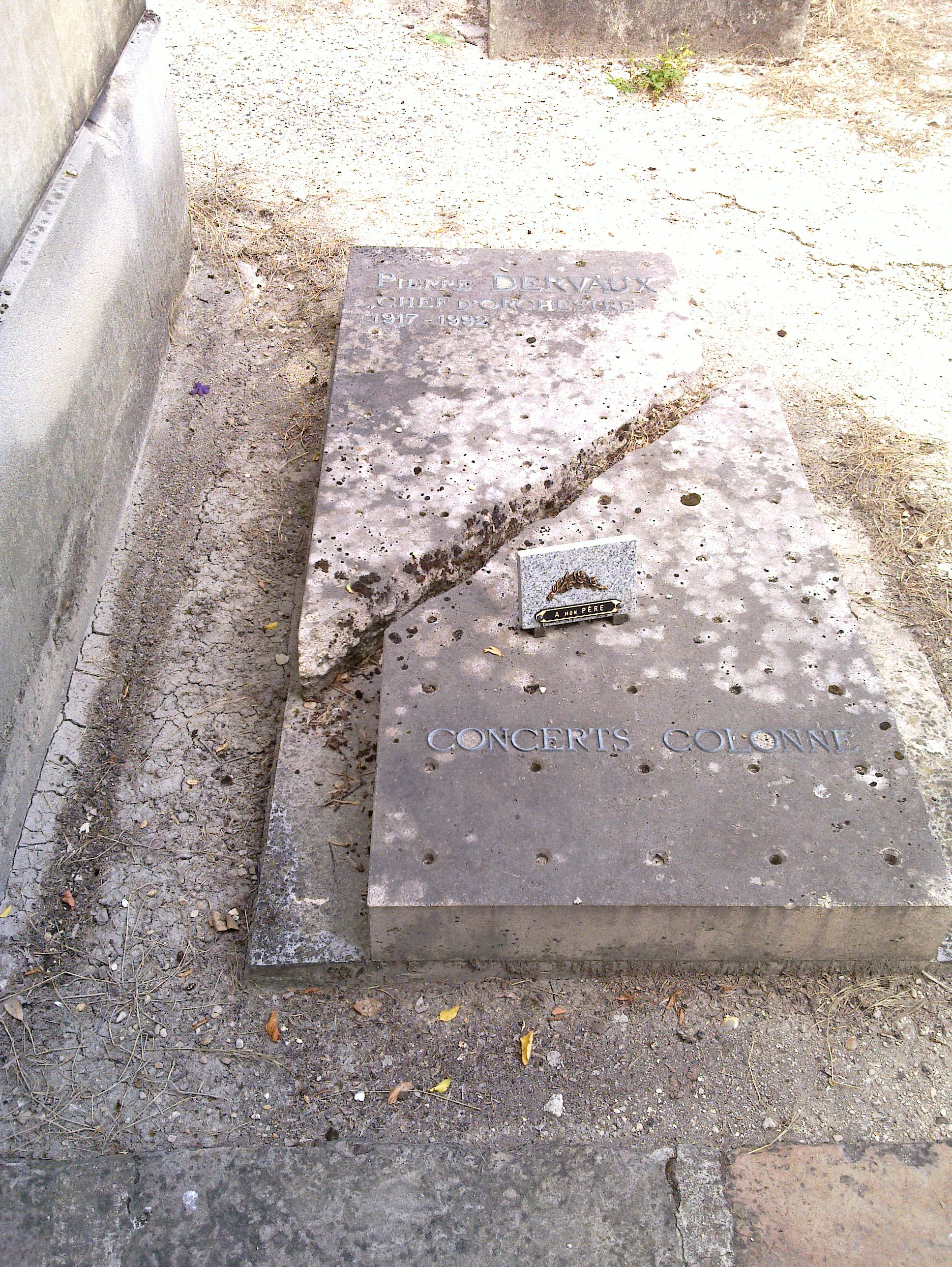
Grab von Pierre Dervaux

Dervaux wurde 1917 in einer Gemeinde bei Paris geboren. Er studierte Klavier bei Isidore Philipp und Yves Nat am Pariser Konservatorium sowie Kontrapunkt und Harmonik bei Marcel Samuel-Rousseau, Jean und Noël Gallon.
1945 gab er sein Debüt als Dirigent beim Orchestre Pasdeloup. Von 1947 bis 1953 war er Chefdirigent des Orchesters der Opéra-Comique und von 1949 bis 1955 stellvertretender Direktor der Concerts Pasdeloup. Von 1956 bis 1972 war er erster Dirigent bzw. Orchesterchef der Pariser Oper. Von 1968 bis 1975 stand er dem Quebec Symphony Orchestra vor. 1971 wurde er künstlerischer Leiter des Orchestre national des Pays de la Loire (ONPL) und wirkte zusätzlich von 1979 bis 1981 als Musikdirektor der Oper Nizza. Er war als Gastdirigent in den USA, in Asien und Europa. Uraufführungen dirigierte er u. a. von Darius Milhaud, Jean Françaix, Henry Barraud, Emmanuel Bondeville und Pierre Capdevielle. 
Er unterrichtete von 1964 bis 1986 an der École Normale de Musique de Paris, von 1965 bis 1972 am Conservatoire de musique de Montréal und von 1972 bis 1981 der  Internationalen Sommerakademie in Nizza. Zu seinen Schülern gehörten u. a. Jean-Claude Casadesus, Sylvain Cambreling, Dominique Rouits, Adrian McDonnell, Georges Aperghis, Patrick Juzeau, Patrick Botti, Jean Leccia und Jean-Pierre Wallez. Er komponierte Orchester- und Kammermusik.

## Auszeichnungen
- Mitglied der Ehrenlegion
- Ordre national du Mérite
- Officier des Arts et Lettres